# Tipula (Lunatipula) trapeza
Tipula (Lunatipula) trapeza is een tweevleugelige uit de familie langpootmuggen (Tipulidae). De soort komt voor in het Palearctisch gebied.